# Hieracium mundulum
Hieracium mundulum es una especie de planta con flor del género Hieracium, de la familia Asteraceae, orden Asterales.

## Distribución
Hieracium mundulum se distribuye por Suecia.

## Taxonomía
Fue descrita científicamente por (Dahlst.) Johanss. y Sam.